# Tibetan Freedom Concert
Het Tibetan Freedom Concert is een naam die gegeven werd aan een serie van acht muziekfestivals tussen 1996 en 2001, om de zaak van de Tibetaanse organisaties in ballingschap wereldwijd te steunen. De concerten werden gehouden op initiatief van de Beastie Boys en het er in 1994 speciaal voor opgerichte Milarepa Fund. Het idee voor een Live Aid-achtig concert ontstond bij de bandleden in 1994 tijdens de Lollapalooza-tour.
Het eerste concert werd gehouden in San Francisco en werd bezocht door artiesten als Red Hot Chili Peppers, Björk, Smashing Pumpkins, Cibo Matto, Rage Against the Machine en De La Soul. Er kwamen 100.000 bezoekers en het leverde meer dan $800.000 op voor Tibetaanse sociale en mensenrechtenorganisaties. In Nederland werd een Tibetan Freedom Concert gehouden in de Rai Parkhal in Amsterdam op 13 juni 1999.

## San Francisco
- Polo Fields, Golden Gate Park
- 15 en 16 juni 1996
- Opbrengst: $800 000
- Bezoekers: 100.000
- Sprekers: Chimi Thonden (USAID), Pälden Gyatso, Shen Tong en Robert Thurman
- Optredens: Smashing Pumpkins, Chaksam-pa, Beastie Boys, A Tribe Called Quest, Pavement, Cibo Matto, Biz Markie, Richie Havens, John Lee Hooker, Red Hot Chili Peppers, Rage Against the Machine, Sonic Youth, Beck, Foo Fighters, Björk, De La Soul, Fugees, Buddy Guy, The Skatalites, Yoko Ono/Ima en Beck en Evil Empire

## New York
- Downing Stadium, Randall's Island
- 7 en 8 juni 1997
- Opbrengst: $250 000
- Bezoekers: 50.000
- Sprekers: Pälden Gyatso, Dechen Wangdu (Students for a Free Tibet), Chuck D, Xiao Qiang en Nane Alehandrez (Barrios Unidos)
- Optredens: Gang Chenpa, Noel Gallagher, Foo Fighters, U2, Sonic Youth, Biz Markie, Alanis Morissette, Patti Smith, Blues Explosion, Radiohead, Yungchen Lhamo, Ben Harper & The Innocent Criminals, A Tribe Called Quest, Beastie Boys, Rancid, Björk, Pavement, Blur, Michael Stipe & Mike Mills, Taj Mahal and Phantom Blues Band, De La Soul, Dadon, Chaksam-pa, Nawang Khechog, The Mighty Mighty Bosstones, Eddie Vedder & Mike McCready, KRS-One, Porno for Pyros en Mad Professor & the Robotiks Band

## Washington D.C.
- RFK Stadium
- 13 en 14 juni 1998
- Opbrengst $1.200.000
- Bezoekers: 120.000
- Sprekers: Xiao Qiang, Lhadon Tethong, Pälden Gyatso en Wei Jingsheng
- Optredens: Beastie Boys, Radiohead, Gang Chenpa, Nawang Khechog, Chaksam-pa, Sean Lennon, Mutabaruka, Money Mark, A Tribe Called Quest, Dave Matthews Band, Sonic Youth, Wyclef Jean, Herbie Hancock and the Headhunters, Buffalo Daughter, R.E.M., KRS-One, The Wallflowers, Blues Traveler, Live, Pearl Jam, Luscious Jackson, Red Hot Chili Peppers, Pulp.

Nadat een blikseminslag een gewonde trof, werd het concert afgelast, waardoor de optredens van verschillende bands werden afgelast, waaronder Kraftwerk en Beck.

## Free Tibet '99
- Vier plaatsen: Amsterdam, East Troy, Sydney en Tokio
- 13 juni 1999
- Opbrengst: $50,000
- Bezoekers: 1999

### Amsterdam
- Rai Parkhal, Amsterdam
- Sprekers: Erin Potts (Milarepa Fund) en Adhe Tapontsang (Ama Adhe)
- Optredens: Garbage, Blur, Urban Dance Squad, Alanis Morissette, Ben Harper & The Innocent Criminals, Luscious Jackson, NRA, Gang Chenpa, Tibetaans Instituut voor Podiumkunsten, Joe Strummer and The Mescaleros en Thom Yorke met Jonny Greenwood

### Tokio
- Tokyo Bay NK Hall, Tokio
- Sprekers: Alma David (Students for a Free Tibet), Jurme Wangda (communicatiebureau van de veertiende dalai lama)
- Optredens: Nawang Khechog, Hi-Standard, Buffalo Daughter, BRAHMAN, Audio Active, Kan Takagi, Scha Dara Parr en Kiyoshirou Imawano

### Sydney
- Sydney Show Grounds, Sydney
- Sprekers: Lobsang Lungtok (voormalig politiek gevangene), Jo Shaw (Students for a Free Tibet),  Dorji Dolma (Australia Tibet Council)
- Optredens: Regurgitator, Spiderbait, The Mavis's, The Avalanches, Neil Finn, The Living End, Celibate Rifles, Not From There, Gerling, Jebediah, You Am I, Garpa, Blackalicious, Eskimo Joe en Trans Am

### East Troy
- Alpine Valley Music Theatre, East Troy, Wisconsin
- Sprekers:: Xiao Qiang, Lhadon Tethong en Nawang Pema (Tibetaanse non)
- Optredens: Run-D.M.C., The Cult, Beastie Boys, Blondie, Tracy Chapman, The Roots, Live, Eddie Vedder, Otis Rush, Cibo Matto, Handsome Boy Modeling School, Rage Against the Machine, Wu-Tang Clan, The Battle of Los Angeles en Chaksam-pa

## Tokio
- Bay NK Hall, Tokio
- 13 mei 2001
- 6000 Bezoekers
- Sprekers: Pälden Gyatso, Zatul Rinpoche Wangda (communicatiebureau van de veertiende dalai lama), Adam Yauch en Tomoko Tahara (Milarepa Fund)
- Optredens: Thee Michelle Gun Elephant, BRAHMAN, UA, Chaksam-pa, Boom Boom Satellites, Buffalo Daughter